# CS-102
De CS-102 (Carretera Secundaria 102) is een secundaire weg in Andorra. De weg verbindt de CS-101 bij Andorra la Vella met het dorp Forn Incinerador. Met haar halve kilometer lengte is de weg de kortste genummerde weg in Andorra.